# Sydöbeckasin
Sydöbeckasin (Coenocorypha iredalei) är en utdöd fågel i familjen snäppor inom ordningen vadarfåglar.

## Utbredning och systematik
Fågelns utbredningsområde var Sydön och Stewartön, Nya Zeeland. Tidigare har den kategoriserats  som underart till aucklandbeckasin och vissa gör det fortfarande.

## Status
IUCN kategoriserar den som utdöd. Den observerades senast 1964.

## Namn
Fågelns vetenskapliga artnamn hedrar Tom Iredale (1880-1972), engelsk ornitolog och samlare av specimen i Australien 1923-1972.